# FC Gornyak Khromtau
El FC Gornyak Khromtau (en kazajo: Горняк футбол клубы) fue un equipo de fútbol de Kazajistán que jugó en la Super Liga de Kazajistán, la primera división de fútbol en el país.

## Historia
Fue fundado en el año 1990 en la ciudad de Khromtau como parte del sistema de ligas de la Unión Soviética quedando en octavo lugar entre 19 equipos.
En la siguiente temporada finalizaría en sexto lugar, la que sería su última aparición en la Unión Soviética luego de su disolución en ese año y la independencia de Kazajistán.
Fue uno de los equipos fundadores de la Super Liga de Kazajistán en 1992 donde terminó en octavo lugar entre 24 equipos, aunque su mejor resultado lo tuvieron en la siguiente temporada donde finalizaron en tercer lugar quedando a solo cuatro puntos de título.
El club permaneció en la Super Liga de Kazajistán hasta que descendió en 1996 al abandonar la liga y la temporada en sí, estando inactivo por cinco años hasta que regresaría en 2001 a la Primera División de Kazajistán, donde lograría un subcampeonato en el año 2003 perdiendo en la ronda de ascenso 0-3 contra el FC Vostok Oskemen.
Cinco años después el club desaparece por problemas financieros a mitad de la temporada de segunda categoría.

## Temporadas
| Temporada | Liga | Liga | Liga | Liga | Liga | Liga | Liga | Liga | Liga | Copa          | Goleador         | Goleador |
| Temporada | Div. | Pos. | J    | G    | E    | P    | GF   | GC   | Pts. | Copa          | Nombre           | Liga     |
| --------- | ---- | ---- | ---- | ---- | ---- | ---- | ---- | ---- | ---- | ------------- | ---------------- | -------- |
| 1992      | 1    | 8º   | 26   | 8    | 7    | 11   | 24   | 29   | 23   |               |                  |          |
| 1993      | 1    | 3º   | 22   | 12   | 6    | 4    | 36   | 28   | 30   |               |                  |          |
| 1994      | 1    | 12º  | 30   | 8    | 6    | 16   | 29   | 60   | 22   |               |                  |          |
| 1995      | 1    | 5º   | 30   | 14   | 8    | 8    | 49   | 27   | 50   |               | Vladimir Korolev | 19       |
| 1996      | 1    | 19º  | 4    | 0    | 0    | 0    | 0    | 0    | 0    |               |                  |          |
| 2001      | 2    | 8º   | 4    | 0    | 0    | 4    | 4    | 12   | 0    | -             |                  |          |
| 2003      | 2    | 2º   | 20   | 13   | 1    | 6    | 38   | 28   | 40   | Segunda Ronda |                  |          |
| 2004      | 2    | 6º   | 24   | 11   | 2    | 11   | 37   | 40   | 35   | Segunda Ronda |                  |          |
| 2005      | 2    | 4º   | 22   | 13   | 3    | 6    | 30   | 26   | 42   | Segunda Ronda |                  |          |
| 2006      | 2    | 3º   | 26   | 17   | 1    | 8    | 40   | 25   | 52   | Segunda Ronda |                  |          |
| 2007      | 2    | 6º   | 22   | 7    | 6    | 9    | 31   | 39   | 27   | Primera Ronda |                  |          |
| 2008      | 2    | 14º  | 26   | 1    | 1    | 24   | 11   | 77   | 4    | Primera Ronda |                  |          |